# Herbstadt
Herbstadt è un comune tedesco di 685 abitanti, situato nel land della Baviera.